# Piadena
Piadena é uma comuna italiana da região da Lombardia, província de Cremona, com cerca de 3.510 habitantes. Estende-se por uma área de 19 km², tendo uma densidade populacional de 185 hab/km². Faz fronteira com Calvatone, Canneto sull'Oglio (MN), Casteldidone, Drizzona, Rivarolo Mantovano (MN), San Giovanni in Croce, Solarolo Rainerio, Tornata, Voltido.

## Demografia
| Variação demográfica do município entre 1861 e 2011                               |
|                                                                                   |
| Fonte: Istituto Nazionale di Statistica (ISTAT) - Elaboração gráfica da Wikipedia |